# Sara Gorsky
Sara Gorsky (nacida el 29 de septiembre de 1977 en Elmhurst, Illinois) es una actriz estadounidense. Sara se graduó de la Universidad de Illinois Wesleyan con una licenciatura en artes de teatro y de los menores en ruso y teatro de danza. En 2006, viajó a Moscú a través del Instituto Nacional de Teatro, donde estudió con los Maestros que actúan en el arte de la Escuela de Teatro de Moscú.
En 2008, Sara se mudó a Chicago, donde trabaja en el cine, en todos los escenarios de teatro del escaparte y como portavoz de My25.

## Filmografía

### Películas
- Apocalipsis (Chrysalis) - Penélope (2014)

### Cortometrajes
- Anatomía de antropología 1: Peregrino (Anthropology Anthology 1: Pilgrim) - Cab Fare (2015)

### Series de TV
- Blast Furnance Media Interview Series (2016)